# Erkki Melartin
Erkki Gustaf Melartin (ur. 7 lutego 1875 w Käkisalmi, zm. 14 lutego 1937 w Pukinmäki) – fiński kompozytor.

## Życiorys
W latach 1892–1899 studiował w Instytucie muzycznym w Helsinkach u Martina Wegeliusa i Ingeborg Hymander. Od 1899 do 1901 roku przebywał w Wiedniu, gdzie kontynuował studia u Roberta Fuchsa. W latach 1901–1907 uczył kompozycji oraz gry na fortepianie w Instytucie muzycznym w Helsinkach. Od 1908 do 1911 był dyrygentem orkiestry w Wyborgu. W latach 1911–1936, jako następca Martina Wegeliusa, był dyrektorem konserwatorium w Helsinkach.
Jako kompozytor początkowo reprezentował styl późnoromantyczny z elementami narodowymi, później zaczął sięgać także po nowsze środki ekspresji. Poza muzyką zajmował się również malarstwem, filozofią i podróżami. Był autorem zbioru aforyzmów Minä uskon (wyd. Helsinki 1928), przełożonego także na inne języki pod tytułem Credo.

## Ważniejsze kompozycje
(na podstawie materiałów źródłowych)

### Utwory orkiestrowe
- 8 symfonii (I c-moll 1902, II e-moll 1904, III F-dur 1906–1907, IV E-dur 1913, V a-moll „Sinfonia brevis” 1916, VI 1924–1925, VII „Gala” 1936 niedokończona, VIII 1937 niedokończona)
- 3 poematy symfoniczne
- 3 suity
- Koncert skrzypcowy
- Serenade na smyczki
- Karjalaisia kuvia

### Utwory kameralne
- 4 kwartety smyczkowe
- Kwartet na 2 trąbki, puzon i róg
- Kwartet na 4 rogi
- Trio na flet, klarnet i fagot
- 2 sonaty skrzypcowe
- Sonata na flet i harfę

### Utwory sceniczne
- opera-misterium Aino, libretto Jalmari Finne według Kalevali (1907, wyst. Helsinki 1909)
- balet Sininen helmi (1930)